# Eureka Springs
Eureka Springs és una població dels Estats Units a l'estat d'Arkansas. Segons el cens del 2000 tenia 2.278 habitants.

## Demografia
Segons el cens del 2000, Eureka Springs tenia 2.278 habitants, 1.119 habitatges, i 569 famílies. La densitat de població era de 129,7 habitants/km².
Dels 1.119 habitatges en un 19,2% hi vivien nens de menys de 18 anys, en un 37,4% hi vivien parelles casades, en un 10,9% dones solteres, i en un 49,1% no eren unitats familiars. En el 41% dels habitatges hi vivien persones soles el 13,4% de les quals corresponia a persones de 65 anys o més que vivien soles. El nombre mitjà de persones vivint en cada habitatge era d'1,97 i el nombre mitjà de persones que vivien en cada família era de 2,64.
Per edats la població es repartia de la següent manera: un 17,2% tenia menys de 18 anys, un 5,8% entre 18 i 24, un 24,4% entre 25 i 44, un 33,4% de 45 a 60 i un 19,3% 65 anys o més.
L'edat mediana era de 46 anys. Per cada 100 dones de 18 o més anys hi havia 81,2 homes.
La renda mediana per habitatge era de 25.547 $ i la renda mediana per família de 40.341 $. Els homes tenien una renda mediana de 27.188 $ mentre que les dones 17.161 $. La renda per capita de la població era de 18.439 $. Entorn del 4,4% de les famílies i el 12,2% de la població estaven per davall del llindar de pobresa.

## Poblacions més properes
El següent diagrama mostra les poblacions més properes.